# Ciudad Vieja, Montevideo

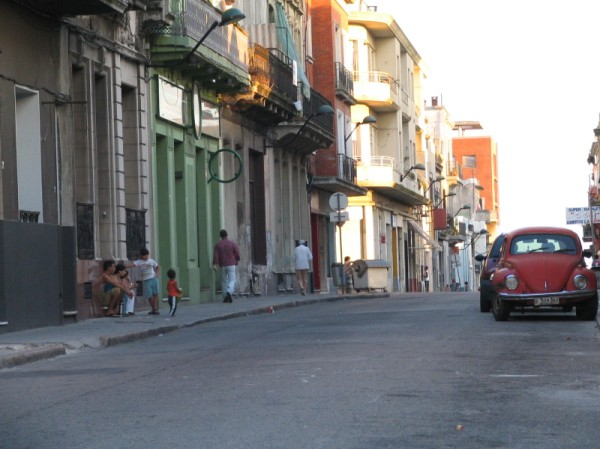
Gata i Ciudad Vieja

Ciudad Vieja (spanskt uttal: [θjuˈðað ˈβjexa], Gamla staden) är den äldsta delen av staden Montevideo i Uruguay. Den utgör numera ett barrio (distrikt) , och har under början av 2000-talet genomgått en omvandling till att bli centrum för stadens nattliv.